# 何勝
何勝（1443年—？），字斯復，直隸徽州府歙縣人，民籍，明朝政治人物。

## 生平
應天府鄉試第七十二名舉人。弘治三年（1490年）中式庚戌科會試第二百六十四名，三甲第一百六十名進士。

## 家族
曾祖何仲耕；祖父何以忠；父何士謐，母江氏（節婦）。慈侍下。兄镇安、克安、兑安。